# Taketora Ogata
Pour les articles homonymes, voir Ogata.
Taketora Ogata (緒方 竹虎, Ogata Taketora) (30 janvier 1888 - 28 janvier 1956) est un journaliste japonais qui fut vice-président du journal Asahi Shinbun puis homme politique. Durant la guerre, il rejoint l'association de soutien à l'autorité impériale. Après la guerre, il est purgé du service public. Plus tard, il devient secrétaire en chef du 4e cabinet de Shigeru Yoshida, vice-président puis président du parti libéral mais meurt avant de devenir Premier ministre.

## Biographie
Né à Yamagata en 1888, Ogata est le troisième d'Ogata Dōhei, le secrétaire de la préfecture de Yamagata. À 4 ans, il se rend à Fukuoka où son père devient secrétaire de la préfecture de Fukuoka. Il étudie au lycée Shuyukan (en) où Seigō Nakano est son aîné d'un an. Il devient ami avec Daigorō Yasukawa qui a le même âge que lui. Il sort diplômé de l'université Waseda en 1911 et rejoint la filiale de Tokyo du journal Asahi Shinbun d'Osaka.
En 1925, Ogata devient l'éditeur du Asahi Shinbun de Tokyo. En 1928, il devient l'un des directeurs exécutifs du journal. En 1936, il devient l'éditeur en chef et en 1943 le vice-président. En 1940, il rejoint l'association de soutien à l'autorité impériale, une organisation pro-fasciste créée par le Premier ministre Fumimaro Konoe le 12 octobre 1940, pour promouvoir les objectifs de son mouvement Shintaisei (« Nouvel ordre »). En 1944, Ogata entre dans le monde politique et devient ministre de l'État dans le cabinet de Kuniaki Koiso, président du bureau des renseignements, et vice-président de l'association de soutien à l'autorité impériale. En avril 1945, il démissionne de son poste. Après la guerre, il devient conseiller dans le cabinet de Naruhiko Higashikuni. En décembre 1945, il est l'objet d'une enquête des forces d'occupation alliées sur ses activités durant la guerre. En août 1946, il est purgé du service public.
Après 1952 à la fin de l'occupation, Ogata est élu à la chambre des représentants du Japon à trois reprises. La même année, il devient secrétaire général du Cabinet et vice-président du parti libéral majoritaire. Cependant, il meurt en janvier 1956 alors qu'il est candidat à l'élection de Premier ministre.